# (3696) Herald
(3696) Herald est un astéroïde de la ceinture principale.

## Description
(3696) Herald est un astéroïde de la ceinture principale. Il fut découvert le 17 juillet 1980 à la station Anderson Mesa par Edward L. G. Bowell. Il présente une orbite caractérisée par un demi-grand axe de 3,12 UA, une excentricité de 0,15 et une inclinaison de 10,2° par rapport à l'écliptique.

## Compléments